# Barbagiuan
Barbagiuan (em francês:  barbajuan, em italiano:  barbagiuai) é um dos pratos nacionais do Mónaco. Consiste num acepipe feito com arroz, espinafres, alho-porro e queijo.
Sua origem remonta à vila de Castellar, na França, e sua popularidade se estendeu a Mônaco, onde é tradicionalmente consumido, desde a idade média.
O termo "barbajuan" significa "tio João" no dialeto occitano local. Além dos ingredientes tradicionais, o recheio pode variar de acordo com a estação, sendo preparado também com abóbora, carne moída, alho-poró ou ovos.